# Route nationale 527
Die N527 war von 1933 bis 1973 eine französische Nationalstraße, die zwischen Saint-Avre und dem Col du Glandon verlief. Ihre Länge betrug 22 Kilometer. Von 1992 bis 2006 wurde ein Teil der Avenue Jean-Paul Sartre in Marseille als N527 bezeichnet. Heute trägt die Straße die Nummer D4C.